# سالم بن عبد الله بن عمر بن الخطاب
سالم بن عبد الله بن عمر الخطاب تابعي مدني، وأحد رواة الحديث النبوي، ومفتي المدينة المنورة في زمانه.

## سيرته
ولد أبو عمر سالم بن عبد الله بن عمر بن الخطاب العدوي القرشي في المدينة المنورة في خلافة عثمان بن عفان، وأمه أم ولد، وقد اختُلف في كُنيته، فقيل أبو عمر، وقيل أبو عبد الله، وقيل أبو عبيد الله، وقيل أبو عمير. وقد سمّاه أبوه سالمًا تيمُّنًا بسالم مولى أبي حذيفة. كان سالم بن عبد الله شديد الأدمة، حَسَنُ الخُلُق، شديد الشبه بجده عمر بن الخطاب. جمع سالم قدراً كبيراً من العلم، حتى صار أهل المدينة يستفتونه في شؤونهم. كما كان أحد فقهاء المدينة السبعة الذين إذا جاء قاضي المدينة مسألة، لا يقضي القاضي فيها حتى يرفعها إليهم، فينظرون فيها فيصدرون فيها فتواهم. وقد عاش سالم بن عبد الله حياة من الزهد، حيث قال مالك بن أنس: «لم يكن أحد في زمان سالم أشبه بمن مضى من الصالحين، في الزهد والفضل والعيش منه»، ولفضله وعبادته تغيرت نظرة أهل المدينة لأبناء الجواري، حيث قال عبد الرحمن بن أبي الزناد: «كان أهل المدينة يكرهون اتخاذ أمهات الأولاد حتى نشأ فيهم الغر السادة علي بن الحسين والقاسم بن محمد وسالم بن عبد الله، ففاقوا أهل المدينة علمًا وتُقى وعبادةً وورعًا، فرغب الناس حينئذ في السراري».
توفي سالم بن عبد الله في ذي الحجة سنة 106 هـ، الموافق 725 فصلى عليه الخليفة الأموي هشام بن عبد الملك، وكان في طريق عودته من الحج، بالمدينة، ودُفن بالبقيع. وقد ترك سالم من الولد عمر وأبا بكر وأمهما أم الحكم بنت يزيد بن عبد قيس، وعبد الله وعاصم وجعفر وحفصة وفاطمة وعبد العزيز وعبدة وأمهاتهم أمهات ولد.

## روايته للحديث النبوي
- روى عن: أبيه عبد الله بن عمر وأبي هريرة ورافع بن خديج وسفينة وأبي رافع موالى النبي محمد وسعيد بن المسيب وزوجة أبيه صفية بنت أبي عبيد[3] وعبد الله بن محمد بن أبي بكر والقاسم بن محمد بن أبي بكر وأبي أيوب الأنصاري وأبي الجراح مولى أم حبيبة وعائشة بنت أبي بكر.[10]
- روى عنه: ابنه أبو بكر بن سالم وسالم بن أبي الجعد وعمرو بن دينار وعمرو بن دينار القهرمان ومحمد بن واسع ويحيى بن أبي إسحاق وأبو بكر بن محمد بن عمرو بن حزم وابن شهاب الزهري ومحمد بن أبي حرملة وكثير بن زيد وفضيل بن غزوان وحنظلة بن أبي سفيان الجمحي وصالح بن كيسان وصالح بن محمد بن زائدة الليثي وعاصم بن عبيد الله بن عاصم بن عمر بن الخطاب وعبد العزيز بن أبي رواد وعبيد الله بن عمرو بن حفص بن عاصم بن عمر بن الخطاب وعكرمة بن عمار وابن أخيه عمر بن حمزة وحفيد أخيه عمر بن محمد بن زيد وحفيد أخيه خالد بن أبي بكر بن عبيد الله وابن أخيه القاسم بن عبيد الله[3] وإبراهيم بن أبي حنيفة اليمامي وإبراهيم بن عقبة[10] وبكير بن عتيق وبكير بن موسى وجابر الجعفي وجرير بن زيد والجهم بن الجارود والحارث بن عبد الرحمن وحميد الطويل وخالد بن أبي عمران وعبد الله بن أبي بكر بن محمد بن عمرو بن حزم وأبو قلابة عبد الله بن زيد الجرمي وعبد الله بن العلاء بن زبر وعبد الله بن يسار الأعرج وعثمان بن عبد الملك المؤذن وعقبة بن أبي الصهباء الباهلي وعكرمة بن عمار وعمرو بن الوليد الدمشقي والعلاء بن عبد الرحمن بن يعقوب والفضل بن عطية والفضل بن مبشر الأنصاري وقدامة بن موسى[11] وكثير بن قاروندا ومحمد بن زيد بن المهاجر ومحمد بن عبد الرحمن مولى آل طلحة ومقاتل بن حيان وموسى بن عقبة ونافع مولى ابن عمر والوضين بن عطاء ويحيى بن الحارث الذماري ويزيد بن أبي حبيب ويزيد بن عبد الرحمن بن أبي مالك ويزيد بن أبي مريم الدمشقي وأبو بكر بن حفص بن عمر بن سعد بن أَبي وقاص وأبو مطر.[6]
- الجرح والتعديل: اعتبر أحمد بن حنبل وإسحاق بن راهويه أن أصح أسانيد أحاديث عبد الله بن عمر، هو ما رواه الزُهري عن سالم بن عبد الله عن أبيه،[3][12] وقد قال عنه ابن سعد: «كان سالم ثقة، كثير الحديث، عاليًا من الرجال وَرِعًا»،[9] كما وثّقه العجلي،[3][13] وروى له الجماعة.[14]